# Liste der Baudenkmale in Rühn
In der Liste der Baudenkmale in Rühn sind alle denkmalgeschützten Bauten der Gemeinde Rühn (Mecklenburg-Vorpommern) und ihrer Ortsteile aufgelistet (Stand 10. Februar 2021). 

## Baudenkmale nach Ortsteilen

### Rühn
| ID   | Lage                    | Bezeichnung                                                                                          | Beschreibung | Bild           |
| ---- | ----------------------- | --- | ------------ | -------------- |
| 0421 | Klosterhof 1/2 (Karte)  | ehem. Kloster mit Klosterkirche, Resten des Kreuzgangs, drei Klostergebäuden, Park, Mauer, zwei Tore |              | Weitere Bilder |
| 0422 | Kirchweg 2 (Karte)      | Wohnhaus                                                                                             |              |                |
| 0423 | Amtsstraße 9/11 (Karte) | Pfarrhaus mit kleinem Wirtschaftsgebäude                                                             |              |                |
| 0424 | Amtsstraße 3 (Karte)    | Bauernhof mit Wohnhaus, Wirtschaftsgebäude und Scheune                                               |              |                |
| 0427 | Zollende 19 (Karte)     | Bauernhaus                                                                                           |              |                |
| 0428 | Zollende 18/20 (Karte)  | Bauernhaus                                                                                           |              |                |

### Müggenhorst
| ID   | Lage                  | Bezeichnung | Beschreibung | Bild |
| ---- | --------------------- | ----------- | ------------ | ---- |
| 0377 | Müggenhorst 1 (Karte) | Bauernhaus  |              |      |
| 0378 | Müggenhorst 2 (Karte) | Bauernhaus  |              |      |

### Pustohl
| ID   | Lage               | Bezeichnung                                | Beschreibung | Bild |
| ---- | ------------------ | ------------------------------------------ | ------------ | ---- |
| 0407 | Pustohl 13 (Karte) | Bauernhaus                                 |              |      |
| 0408 | Pustohl 21 (Karte) | Bauernhof mit Hallenhaus und Hallenscheune |              |      |

## Quelle
Denkmalliste des Landkreises Rostock A ‐ Z (Stand: 10. Februar 2021; PDF, 497 KB)
- Karte mit allen Koordinaten:
- OSM |
- WikiMap